# تصفيات كأس العالم 2018 – أوروبا المجموعة ص

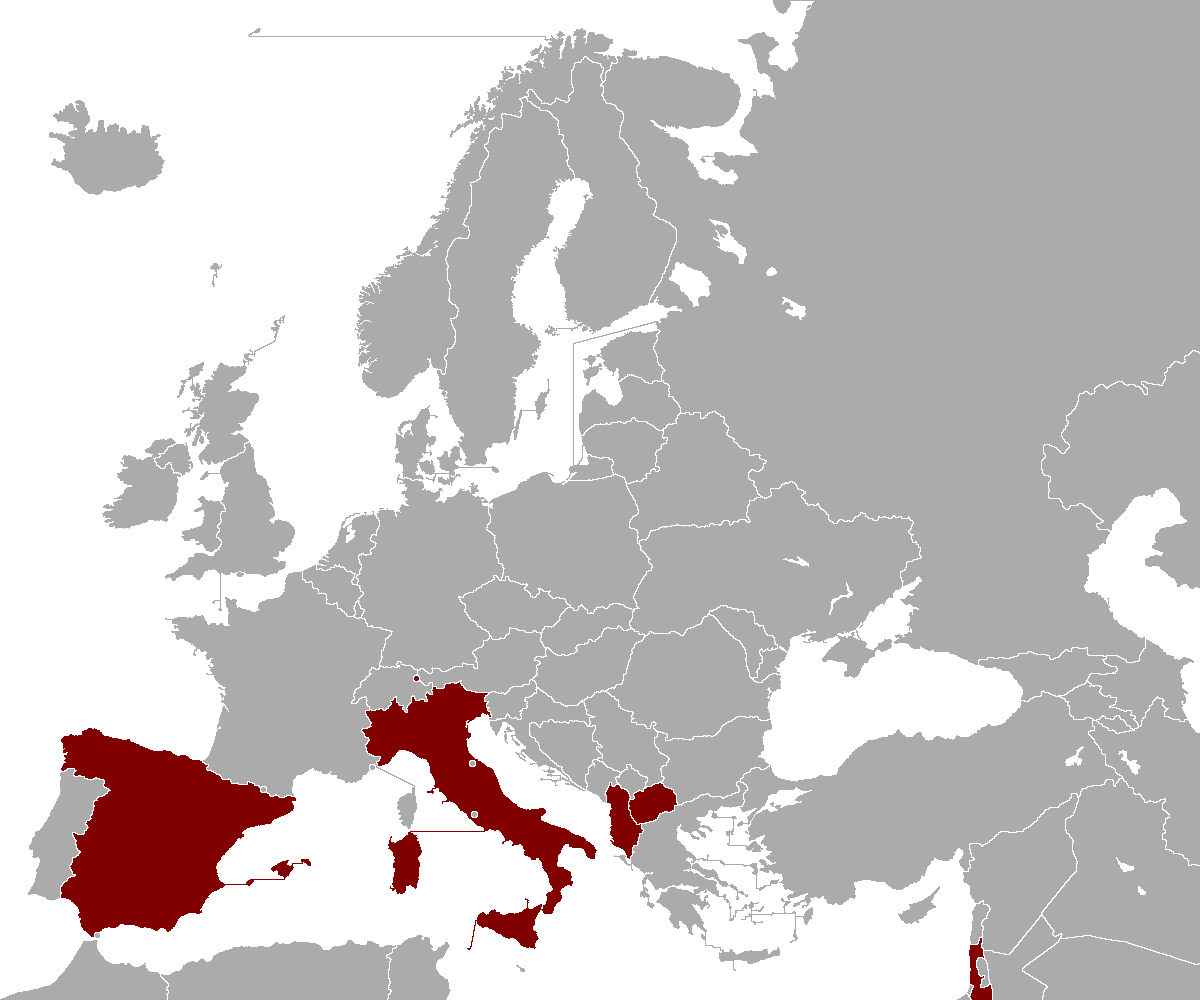
تصفيات كأس العالم 2018 - أوروبا المجموعة ص

تصفيات كأس العالم لكرة القدم 2018 أوروبا المجموعة ص (بالإنجليزية: Group G) هي واحدة من بين تسع مجموعات أوروبية من تصفيات كأس العالم لكرة القدم 2018. تتألف المجموعة من ستة فرق: إسبانيا، وإيطاليا، وإسرائيل، وألبانيا، ومقدونيا، وليختنشتاين.
عقدت قرعة المرحلة الأولى (مرحلة المجموعات) كجزء من القرعة التمهيدية لكأس العالم لكرة القدم 2018 في 25 يوليو 2015، بداية من الساعة 18:00 توقيت موسكو المعياري (ت ع م+3)، في قصر كونستانتينوفسكي في ستريلنا، سانت بطرسبرغ، روسيا.
سوف يتأهل بطل المجموعة مباشرة إلى كأس العالم لكرة القدم 2018. من بين وصيفي المجموعات التسعة، سوف يصعد أفضل ثمانية وصيفين إلى المباريات الفاصلة، حيث سيتم وضعهم في أربع مواجهات ذهاب وإياب لتحديد المتأهلين الأربعة الآخرين.

## الترتيب
| م | الفريق     | لعب | ف | ت | خ  | أ.له | أ.ع | أ.ف | نقاط | التأهل                             |     |     |     |     |     |     |     |
| - | ---------- | --- | - | - | -- | ---- | --- | --- | ---- | ---------------------------------- | --- | --- | --- | --- | --- | --- | --- |
| 1 | إسبانيا    | 10  | 9 | 1 | 0  | 36   | 3   | +33 | 28   | التأهل لكأس العالم لكرة القدم 2018 |     | —   | 3–0 | 3–0 | 4–1 | 4–0 | 8–0 |
| 2 | إيطاليا    | 10  | 7 | 2 | 1  | 21   | 8   | +13 | 23   | التقدم للمرحلة الثانية             |     | 1–1 | —   | 2–0 | 1–0 | 1–1 | 5–0 |
| 3 | ألبانيا    | 10  | 4 | 1 | 5  | 10   | 13  | −3  | 13   |                                    |     | 0–2 | 0–1 | —   | 0–3 | 2–1 | 2–0 |
| 4 | إسرائيل    | 10  | 4 | 0 | 6  | 10   | 15  | −5  | 12   |                                    | 0–1 | 1–3 | 0–3 | —   | 0–1 | 2–1 |     |
| 5 | مقدونيا    | 10  | 3 | 2 | 5  | 15   | 15  | 0   | 11   |                                    | 1–2 | 2–3 | 1–1 | 1–2 | —   | 4–0 |     |
| 6 | ليختنشتاين | 10  | 0 | 0 | 10 | 1    | 39  | −38 | 0    |                                    | 0–8 | 0–4 | 0–2 | 0–1 | 0–3 | —   |     |

## المباريات
| ألبانيا                             | 2–1                        | مقدونيا            |
| ----------------------------------- | -------------------------- | ------------------ |
| أرماندو ساديكو 9' · بيكيم بالاي 89' | تقرير (فيفا) تقرير (يويفا) | إزغيان أليوسكي 51' |

| إسرائيل          | 1–3                        | إيطاليا                                                                    |
| ---------------- | -------------------------- | -------------------------------------------------------------------------- |
| تال بن حاييم 35' | تقرير (فيفا) تقرير (يويفا) | غراتسيانو بيلي 14' · أنطونيو كاندريفا 31' (ضربة جزاء) · تشيرو إيموبيلي 83' |

| إسبانيا                                                                                                 | 8–0                        | ليختنشتاين |
| --- | -------------------------- | ---------- |
| دييغو كوستا 10'، 66' · سيرجي روبيرتو 55' · دافيد سيلفا 59'، 90+1' · فيتولو 60' · ألفارو موراتا 82'، 83' | تقرير (فيفا) تقرير (يويفا) |            |

| إيطاليا                         | 1–1                        | إسبانيا    |
| ------------------------------- | -------------------------- | ---------- |
| دانييلي دي روسي 82' (ضربة جزاء) | تقرير (فيفا) تقرير (يويفا) | فيتولو 55' |

| ليختنشتاين | 0–2                        | ألبانيا                                   |
| ---------- | -------------------------- | ----------------------------------------- |
|            | تقرير (فيفا) تقرير (يويفا) | بيتر جيل 12' (في مرماه) · بيكيم بالاي 71' |

| مقدونيا              | 1–2                        | إسرائيل                          |
| -------------------- | -------------------------- | -------------------------------- |
| إيليا نستوروفسكي 63' | تقرير (فيفا) تقرير (يويفا) | تومر حيمد 25' · تال بن حاييم 43' |

| إسرائيل           | 2–1                        | ليختنشتاين            |
| ----------------- | -------------------------- | --------------------- |
| تومر حيمد 4'، 16' | تقرير (فيفا) تقرير (يويفا) | ماكسيميليان جوبيل 49' |

| ألبانيا | 0–2                        | إسبانيا                      |
| ------- | -------------------------- | ---------------------------- |
|         | تقرير (فيفا) تقرير (يويفا) | دييغو كوستا 55' · نوليتو 63' |

| مقدونيا                                 | 2–3                        | إيطاليا                                       |
| --------------------------------------- | -------------------------- | --------------------------------------------- |
| إيليا نستوروفسكي 57' · فرحان حاساني 59' | تقرير (فيفا) تقرير (يويفا) | أندريا بيلوتي 24' · تشيرو إيموبيلي 75'، 90+2' |

| ألبانيا | 0–3                        | إسرائيل                                                           |
| ------- | -------------------------- | ----------------------------------------------------------------- |
|         | تقرير (فيفا) تقرير (يويفا) | إيران زاهافي 18' (ضربة جزاء) · دان اينبيندر 66' · إليران أتار 83' |

| ليختنشتاين | 0–4                        | إيطاليا                                                            |
| ---------- | -------------------------- | ------------------------------------------------------------------ |
|            | تقرير (فيفا) تقرير (يويفا) | أندريا بيلوتي 11'، 44' · تشيرو إيموبيلي 12' · أنطونيو كاندريفا 32' |

| إسبانيا                                                                            | 4–0                        | مقدونيا |
| ---------------------------------------------------------------------------------- | -------------------------- | ------- |
| داركو فيلكوفسكي 34' (في مرماه) · فيتولو 63' · ناتشو مونريال 84' · أريتز أدوريز 85' | تقرير (فيفا) تقرير (يويفا) |         |

| إيطاليا                                              | 2–0                        | ألبانيا |
| ---------------------------------------------------- | -------------------------- | ------- |
| دانييلي دي روسي 12' (ضربة جزاء) · تشيرو إيموبيلي 80' | تقرير (فيفا) تقرير (يويفا) |         |

| ليختنشتاين | 0–3                        | مقدونيا                                       |
| ---------- | -------------------------- | --------------------------------------------- |
|            | تقرير (فيفا) تقرير (يويفا) | بوبان نيكولوف 43' · إيليا نستوروفسكي 68'، 73' |

| إسبانيا                                                      | 4–1                        | إسرائيل           |
| ------------------------------------------------------------ | -------------------------- | ----------------- |
| دافيد سيلفا 13' · فيتولو 45+1' · دييغو كوستا 51' · إيسكو 88' | تقرير (فيفا) تقرير (يويفا) | ليور ريفايلوف 76' |

| إسرائيل | 0–3                        | ألبانيا                                        |
| ------- | -------------------------- | ---------------------------------------------- |
|         | تقرير (فيفا) تقرير (يويفا) | - أرماندو ساديكو 22'، 44' - ليديان ميموشاي 71' |

| إيطاليا | 5–0                        | ليختنشتاين |
| --- | -------------------------- | ---------- |
| - لورينزو إينسيني 35' - أندريا بيلوتي 52' - إيدير مارتينس 75' - فيديريكو بيرنارديسكي 83' - مانولو غابياديني 90+1' | تقرير (فيفا) تقرير (يويفا) |            |

| مقدونيا              | 1–2                        | إسبانيا                             |
| -------------------- | -------------------------- | ----------------------------------- |
| ستيفان ريستوفسكي 66' | تقرير (فيفا) تقرير (يويفا) | - دافيد سيلفا 15' - دييغو كوستا 27' |

| ألبانيا | ضد                         | ليختنشتاين |
| ------- | -------------------------- | ---------- |
|         | تقرير (فيفا) تقرير (يويفا) |            |

| إسرائيل | ضد                         | مقدونيا |
| ------- | -------------------------- | ------- |
|         | تقرير (فيفا) تقرير (يويفا) |         |

| إسبانيا | ضد                         | إيطاليا |
| ------- | -------------------------- | ------- |
|         | تقرير (فيفا) تقرير (يويفا) |         |

| إيطاليا | ضد                         | إسرائيل |
| ------- | -------------------------- | ------- |
|         | تقرير (فيفا) تقرير (يويفا) |         |

| ليختنشتاين | ضد                         | إسبانيا |
| ---------- | -------------------------- | ------- |
|            | تقرير (فيفا) تقرير (يويفا) |         |

| مقدونيا | ضد                         | ألبانيا |
| ------- | -------------------------- | ------- |
|         | تقرير (فيفا) تقرير (يويفا) |         |

| إيطاليا | ضد                         | مقدونيا |
| ------- | -------------------------- | ------- |
|         | تقرير (فيفا) تقرير (يويفا) |         |

| ليختنشتاين | ضد                         | إسرائيل |
| ---------- | -------------------------- | ------- |
|            | تقرير (فيفا) تقرير (يويفا) |         |

| إسبانيا | ضد                         | ألبانيا |
| ------- | -------------------------- | ------- |
|         | تقرير (فيفا) تقرير (يويفا) |         |

| ألبانيا | ضد                         | إيطاليا |
| ------- | -------------------------- | ------- |
|         | تقرير (فيفا) تقرير (يويفا) |         |

| إسرائيل | ضد                         | إسبانيا |
| ------- | -------------------------- | ------- |
|         | تقرير (فيفا) تقرير (يويفا) |         |

| مقدونيا | ضد                         | ليختنشتاين |
| ------- | -------------------------- | ---------- |
|         | تقرير (فيفا) تقرير (يويفا) |            |